# Patok (Mejznerzyn)
Patok (nazwa oboczna Żelków – część wsi Mejznerzyn w Polsce położona w województwie lubelskim, w powiecie lubartowskim, w gminie Michów. Nie posiada sołtysa, należy do sołectwa Mejznerzyn.
W latach 1975–1998 miejscowość administracyjnie należała do województwa lubelskiego.